# 루트비히 울란트

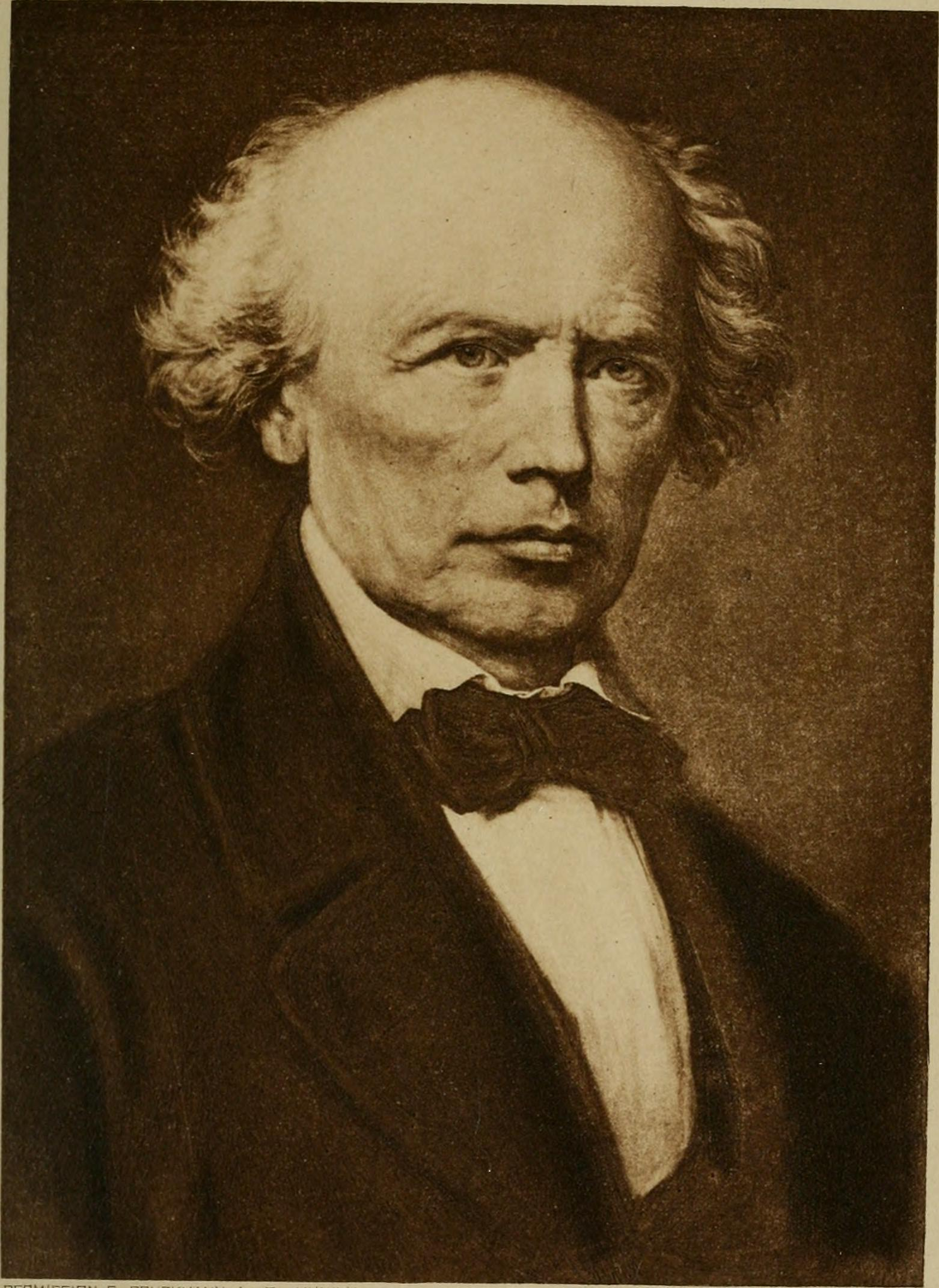

루트비히 울란트(Johann Ludwig Uhland, 1787년 4월 26일 ~ 1862년 11월 13일)는 독일의 시인이다.
슈바벤 시파의 대표자이다. 튀빙겐 출신으로 변호사·대의원(代議員) 등을 거쳐, 1829년부터 동시(同市)의 대학교수가 되어 문예학을 강의하였다. 시인으로서의 그는 간소평이한 문체(文體)로 민요풍의 시를 쓰며 조국애를 노래하였다. 특히 그의 산문시는 외국의 전설로부터도 소재를 취하는 등 뛰어난 것이 있다. 학자로서 울란트는 오래된 민요를 수집했고 또 중세 독일문학의 연구에 업적을 남겼다.